# Dasylophia abnormis
Dasylophia abnormis är en fjärilsart som beskrevs av William Schaus 1906. Dasylophia abnormis ingår i släktet Dasylophia och familjen tandspinnare. Inga underarter finns listade i Catalogue of Life.